# Bicyclus smithi
Bicyclus smithi is een vlinder uit de onderfamilie Satyrinae van de familie Nymphalidae. De wetenschappelijke naam van de soort is voor het eerst geldig gepubliceerd in 1928 door Per Olof Christopher Aurivillius.